# لوتس إكسيج سبورت

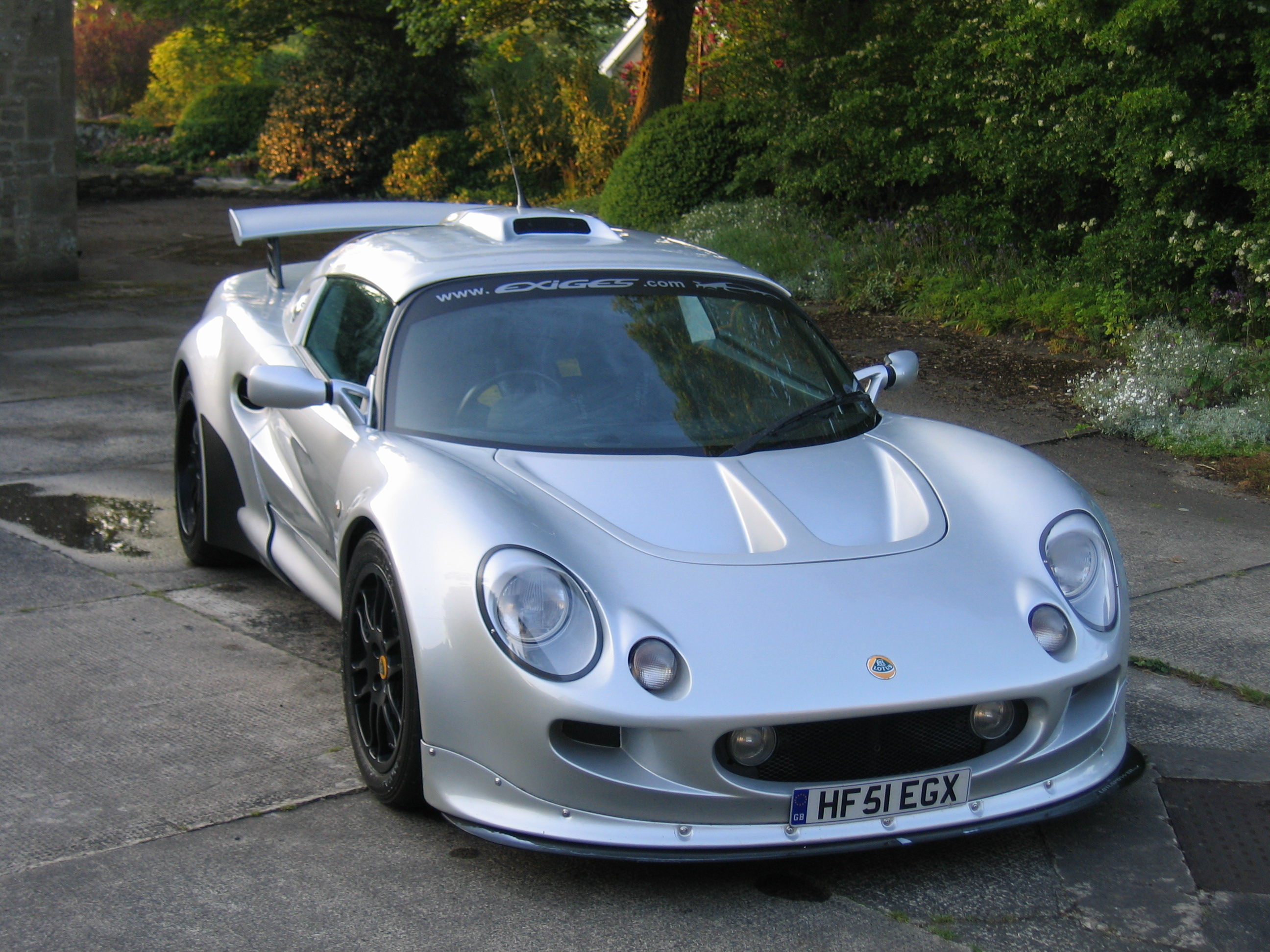
أولى سيارات Exige S1

لوتس إكسيج سبورت (بالإنجليزية: Lotus Exige Sport ) هي سيارة رياضية من نوع سيارات لوتس إكسيج مبنية على اساس السيارة «لوتس إليس».
طور طراز إكسيج ليفي بالسرعات العالية . تلك السيارات تتميز بوجود جناح خلفي لها ينظم تيارات الهواء. بعض سيارات لوتس أكسيج ذات سقف انتسيبي وبعضها يمكن فصل جزء السقف الوسطي من السيارة .
السيارة لوتس أكسيج سبورت تسمى أحيانا لوتس إكسيج سبورت 350  أو أكسيج إس  وهي من طراز عام 2015.

## خصائصها التقنية
يصل وزن السيارة لوتس إكسيج سبورت نحو 1125 كيلوجرام فهي أخف بمقدار 51 كيلوجرام عن سيارات لوتس إكسيج، بالتالي فهي أسرع . المحرك من نوع في8 ضاغط سعة 5و3 لتر ينتج قدرة 257 كيلوواط (تعادل 350 حصان) ؛ ويبلغ أقصى عزم الدوران للمحرك نحو 400 نيوتن. متر.
السيارة ذات بابين تصل إلى سرعة قصوى 274 كيلومتر في الساعة، وتسرع من الصفر إلى 100 كيلومتر/ساعة في نحو 9و3 ثانية ؛ السيارة الأوتوماتيكية منها تسرع بسرعة أكبر. مثلها كمثل طراز لوتس إكسيج من حيث تصميمها الداخلي، وهي مزودة بمقاعد منخفضة رياضية. كما أن البابين مبطنين من الداخل بالون الأحمر أو الأصفر. ستعرض اللوتي إكسيج سبورت في الأسواق ابتداء من مطلع عام 2016 .

## اقرأ أيضا
- لوتس إكسيج
- لوتس (سيارة)